# Drosera kaieteurensis
Drosera kaieteurensis ist eine fleischfressende Pflanzenart aus der Gattung Sonnentau (Drosera) in der Familie der Sonnentaugewächse (Droseraceae).  

## Beschreibung
Drosera kaieteurensis ist eine ausdauernde, krautige Pflanze, die Wuchshöhen zwischen 1,3 und 6 Zentimeter erreicht. Die Art bildet bodenständige Rosetten mit Durchmessern von 6 bis 8 Millimeter an kurzen Stängeln. Die weinroten Blätter liegen auf dem Boden auf, die umgekehrt-eiförmigen bis kreisförmigen Spreiten sind 2 bis 3 Millimeter lang und 2 bis 2,5 Millimeter breit, an der Spitze stumpf und auf der Oberseite am Rand mit fadenförmigen Trichomen besetzt, mittig kahler werdend. Die Blattstiele sind 4 bis 6 Millimeter lang und messen rund 0,5 Millimeter im Durchmesser, sind seidig, selten schwächer werdend besetzt mit fadenförmigen Trichomen. Die in drei über 2 bis 3 Millimeter lange Lappen geschlitzten Nebenblätter sind 2,5 bis 4 Millimeter lang, rund 1 Millimeter breit, rechteckig und häutig.
Die ein bis drei Blütenstände sind 1,3 bis 6 Zentimeter lang und tragen zwei bis neun Blüten. Die Blütenstandsachse ist ein bis drei Zentimeter lang und stark mit fadenförmigen Trichomen besetzt. Die rund 1 Millimeter langen Tragblätter sind linealisch. Die im unteren Drittel miteinander verwachsenen Kelchblätter sind 3 bis 3,5 Millimeter lang, die Kelchlappen sind eiförmig und trichombesetzt, die Kronblätter weiß oder rosa. Es gibt sechs Narben.
Die Kapseln öffnen sich längs entlang der Kapselwände und bilden nach ihrer Öffnung eine Schale, in denen die Samen ruhen und aus der die Samen durch den „Aufschlag“ eines Regentropfens aus der Samenkapsel herausgeschleudert werden (Regentropfen- oder Splash-Cup-Verbreitung). Die Samen sind elliptisch, die Samenhaut genetzt.

## Verbreitung

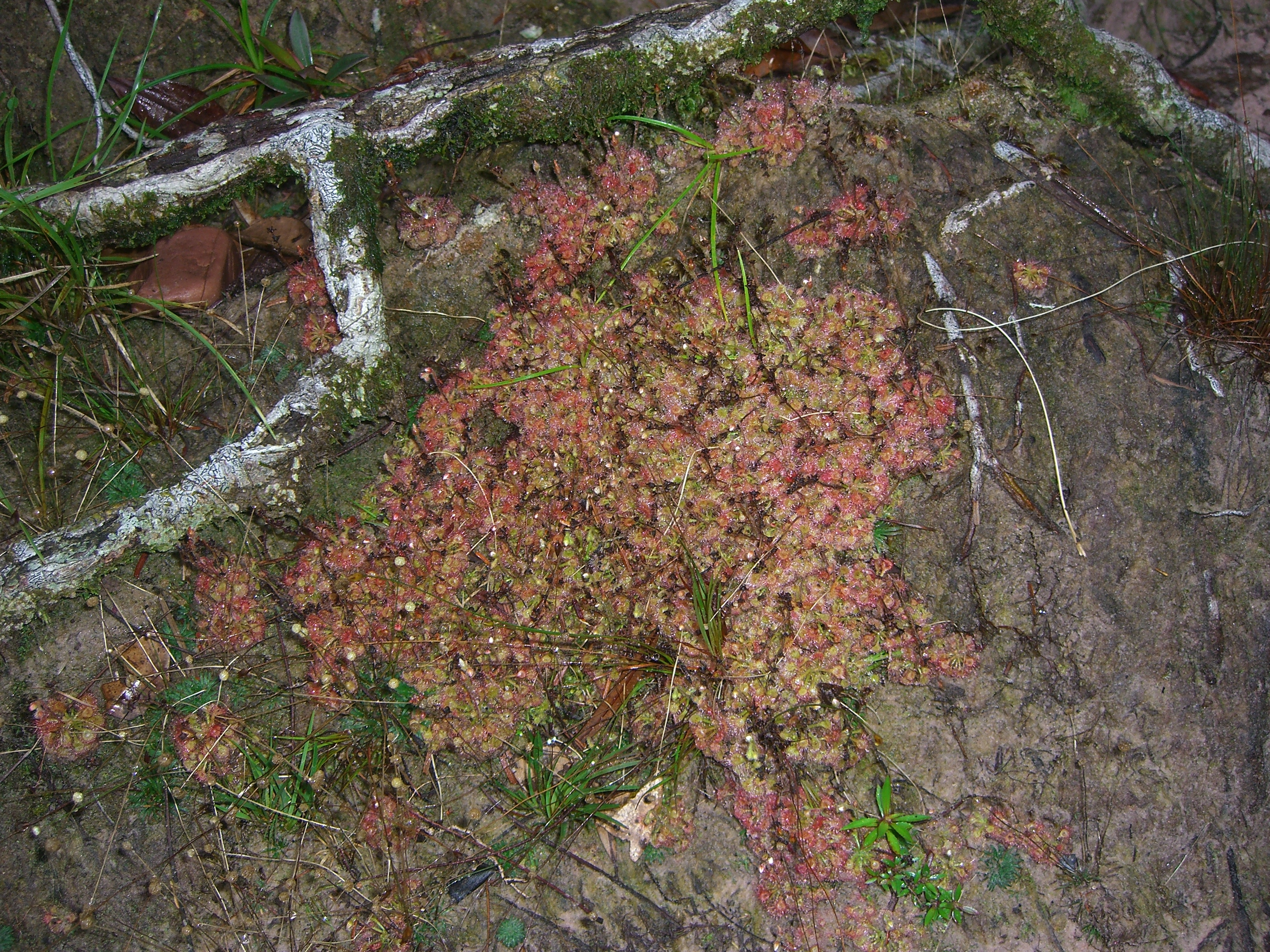
Bestand am Fuße des Salto Ángel, Auyan-Tepui in Venezuela

Drosera kaieteurensis ist beheimatet im Grenzland von Guyana und Venezuela in Höhenlagen zwischen 460 und 2400 Meter in Savannen auf sandigen Böden oder auf moosüberwachsenen Felsen. Möglicherweise gibt es auch Vorkommen in Trinidad und Tobago.

## Systematik
Bei näherer Betrachtung zeigt sich die Verwandtschaft von Drosera kaieteurensis mit Drosera felix bzw. Drosera solaris. Vor allem die Samenausbreitung ist ein gemeinsames Merkmal; alle drei Arten sind Regenballisten. Wie diese Arten wird auch Drosera kaieteurensis in die Sektion Drosera der gleichnamigen Untergattung eingeordnet.